# Graves Erskine
Pour les articles homonymes, voir Erskine.
Graves Blanchard Erskine, 28 juin 1897 - 21 mai 1973, fut un général dans le Corps des Marines des États-Unis. Il a mené à la 1re division de Marines lors de la Seconde Guerre mondiale.

## Biographie
Graves Erskine est né en Louisiane le 28 juin 1897. Il termine ses études secondaires à 15 ans et entre dans la Louisiana State University à l'automne 1912, et rejoint la Garde nationale de Louisiane. Il rejoint l'US Marine Corps le 21 mai 1917, et est diplômé en juin 1917.
Il se présente au service actif dans les Marine Corps comme lieutenant en second le 5 juillet 1917.
En janvier 1918, il embarque pour la France en tant que chef de peloton dans le régiment 6th Marine, il participé à la Bataille de l'Aisne (1918), où il est blessé au combat. Il participe à la Bataille de Château-Thierry (1918) et l'Offensive des Cent-Jours, il est grièvement blessé, et est évacué aux États-Unis en octobre 1918 pour hospitalisation, il reste une année à l'hôpital et subit neuf interventions chirurgicales.
Pour bravoure au combat, il reçoit la médaille Silver Star, et est cité par le commandant en chef et dans les ordonnances générales du ministère de la Guerre, et a le droit de porter la Fourragère française en tant que membre du régiment 6th Marine.
Il rejoint la 1re Brigade Marine en Haïti ; pour le service en mer à bord de l'USS Olympia, et plus tard, avec la 2e Brigade Marine à Saint-Domingue. En septembre 1924, il rejoint la caserne des Marines, à Quantico, en Virginie, en tant qu'instructeur.
En mars 1928, il est assigné durant deux ans au Nicaragua, il sert dans la 2nd Brigade Marine, et plus tard avec le détachement de la Garde nationale du Nicaragua. Durant cette période, il organise la Garde présidentielle, et sert comme garde du corps personnel du président José María Moncada Tapia, et commande un bataillon de la Guardia Nacional en opérations dans la jungle contre les bandits organisés dans le nord du Nicaragua.
À son retour aux États-Unis, il devient instructeur à l'école des Marines, à la Philadelphia Navy Yard, et sert comme instructeur à les écoles du Corps des Marines à Quantico. De janvier 1935 à mai 1937, il est en poste en Chine, à titre de membre du détachement de la Marine à l'ambassade américaine à Pékin. En juin 1937, il reste trois ans en tant que chef de section dans l'école du Corps des Marines à Quantico, puis en tant que Directeur du Régiment des Marines de Quantico.

### Seconde Guerre mondiale
Lorsque la Seconde Guerre mondiale éclate, il occupe le poste de chef d'état-major de la Force amphibie de la flotte atlantique. En septembre 1942, il rejoint le Corps amphibie de la Flotte du Pacifique à San Diego, en Californie, en tant que chef d'état-major, et effectue son devoir en Alaska en juillet et août 1943 durant la Campagne des îles Aléoutiennes. Immédiatement après cela, il prend ses fonctions en tant que chef d'état-major du Ve Corps amphibie et embarque pour la région du Pacifique. Il est promu général de brigade en novembre 1943 et est affecté commandant adjoint au V Corps amphibie. Pour le service méritoire exceptionnel lors de l'assaut et la prise de Kwajalein, Bataille de Saipan et la Bataille de Tinian, il reçoit la Légion du Mérite. Il a également exercé des fonctions supplémentaires au cours de la campagne Mariannes en tant que chef d'état-major de la Marine Force.
À la suite des opérations des Mariannes, il est promu major-général en septembre 1944, et le mois suivant il assume le commandement de la 3e Division Marine. Il dirige la 3e division dans la bataille d'Iwo Jima où les membres de la division ont reçu la Presidential Unit Citation pour héroïsme.

### Après-guerre
Après la guerre, il commandant la 3e Division de Marines stationné à Guam, il organise des écoles professionnelles à Guam pour aider les Marines pour des métiers de d'après-guerre après leur retour à la vie civile.
En juin 1947, il devient le commandement du Camp Pendleton, en Californie.
En juin 1950, le secrétaire à la Défense nomme le général Erskine comme chef militaire de Défense de la mission en Asie du Sud. Dans l'exercice de ses fonctions, il visite les Philippines, l'Indochine française, la Malaisie, la Thaïlande et l'Indonésie.
En juillet 1951, comme lieutenant général, il devient commandant général de la Fleet Marine Force de l'Atlantique.
Après sa retraite du service actif dans la Marine Corps, le général Erskine est avancé à quatre étoiles, le 1er juillet 1953, en raison d'avoir été spécialement félicité pour son héroïsme au combat.
Il est autorisé à se retirer du service actif par une loi spéciale du Congrès des États-Unis, en juin 1953, dans le but d'accepter un poste d'adjoint au secrétaire à la Défense en tant que directeur des opérations spéciales du Département américain de la Défense, et il occupe ce poste pendant plus de huit ans, jusqu'au 31 octobre 1961.
Le général Erskine est mort le 21 mai 1973, à Bethesda, dans le Maryland. Il est enterré au cimetière national d'Arlington.

## Honneurs
| 1st Row | Navy Distinguished Service Medal | Navy Distinguished Service Medal | Navy Distinguished Service Medal | Navy Distinguished Service Medal | Navy Distinguished Service Medal             | Navy Distinguished Service Medal             | Silver Star                                  | Silver Star                                  | Silver Star                                        | Silver Star                                        | Silver Star                                        | Legion of Merit w/ 1 award star & valor device     | Legion of Merit w/ 1 award star & valor device                                            | Legion of Merit w/ 1 award star & valor device                                            | Legion of Merit w/ 1 award star & valor device                                            | Legion of Merit w/ 1 award star & valor device                                            | Legion of Merit w/ 1 award star & valor device | Legion of Merit w/ 1 award star & valor device |
| 2nd Row | Purple Heart w/ oak leaf cluster | Purple Heart w/ oak leaf cluster | Purple Heart w/ oak leaf cluster | Purple Heart w/ oak leaf cluster | Presidential Unit Citation w/ 1 service star | Presidential Unit Citation w/ 1 service star | Presidential Unit Citation w/ 1 service star | Presidential Unit Citation w/ 1 service star | Marine Corps Expeditionary Medal w/ 1 service star | Marine Corps Expeditionary Medal w/ 1 service star | Marine Corps Expeditionary Medal w/ 1 service star | Marine Corps Expeditionary Medal w/ 1 service star | World War I Victory Medal (United States) w/ Aisne, St. Mihiel, & Defensive Sector clasps | World War I Victory Medal (United States) w/ Aisne, St. Mihiel, & Defensive Sector clasps | World War I Victory Medal (United States) w/ Aisne, St. Mihiel, & Defensive Sector clasps | World War I Victory Medal (United States) w/ Aisne, St. Mihiel, & Defensive Sector clasps |                                                |                                                |
| 3rd Row | Nicaraguan Campaign Medal (1933) | Nicaraguan Campaign Medal (1933) | Nicaraguan Campaign Medal (1933) | Nicaraguan Campaign Medal (1933) | American Defense Service Medal w/ Base clasp | American Defense Service Medal w/ Base clasp | American Defense Service Medal w/ Base clasp | American Defense Service Medal w/ Base clasp | American Campaign Medal                            | American Campaign Medal                            | American Campaign Medal                            | American Campaign Medal                            | Asiatic-Pacific Campaign Medal w/ 4 service stars                                         | Asiatic-Pacific Campaign Medal w/ 4 service stars                                         | Asiatic-Pacific Campaign Medal w/ 4 service stars                                         | Asiatic-Pacific Campaign Medal w/ 4 service stars                                         |                                                |                                                |
| 4th Row | World War II Victory Medal       | World War II Victory Medal       | World War II Victory Medal       | World War II Victory Medal       | National Defense Service Medal               | National Defense Service Medal               | National Defense Service Medal               | National Defense Service Medal               | Nicaraguan Medal of Merit                          | Nicaraguan Medal of Merit                          | Nicaraguan Medal of Merit                          | Nicaraguan Medal of Merit                          | Ordre de l'Éléphant blanc                                                                 | Ordre de l'Éléphant blanc                                                                 | Ordre de l'Éléphant blanc                                                                 | Ordre de l'Éléphant blanc                                                                 |                                                |                                                |